# Економіка пари
«Економіка пари» (фр. L'économie du couple) — бельгійсько-французький фільм-драма 2016 року, поставлений режисером Жоакімом Лафоссом. У січні 2017 року фільм було номіновано в 4-х категоріях на здобуття бельгійської національної кінопремії «Магрітт» за 2016 рік .

## Сюжет
У Марі і Бориса було усе для щастя: двоє дивовижних доньок, улюблена робота, затишний, комфортний будинок. Після п'ятнадцяти років спільного життя подружжя вирішує розійтися. Але спільне майно поділити непросто — вони живуть у будинку, який купила вона, і який всіляко облаштовував він. І в Бориса немає коштів для того, щоб переїхати. Кінець кохання не означає, що можна так просто залишити один одного, якщо ви до цього п'ятнадцять років будували спільне життя…

## У ролях
| Береніс Бежо     | ···· | Марі Барро     |
| Седрік Кан       | ···· | Борис Маркер   |
| Марта Келлер     | ···· | Крістін «Бабу» |
| Катрін Сале      | ···· | подруга        |
| Тібо Ванденборре | ···· | друг           |
| Філіп Жозетт     | ···· | Ґоран          |

## Знімальна група
- Автор сценарію — Фанні Бурдіно, Жоакім Лафосс, Мазарін Пінжо
- Режисер-постановник — Жоакім Лафосс
- Продюсери — Жак-Анрі Бронкар, Олів'є Бронкар, Сільві Піала, Бенуа Куйну
- Виконавчий продюсер — Гойнаель Ліберт
- Асоційовані продюсери — Філіп Ложі, Антоніо Ломбардо, Арлетт Зільберберг
- Оператор — Жан-Франсуа Генсґенс
- Монтаж — Янн Деде
- Підбір акторів — Амін Люадні
- Художник-постановник — Олів'є Радо
- Художник по костюмах — Паскалін Шаванн

## Нагороди та номінації
| Список нагород та номінацій    | Список нагород та номінацій | Список нагород та номінацій                     | Список нагород та номінацій | Список нагород та номінацій | Список нагород та номінацій |
| Кінопремія                     | Дата церемонії              | Категорія                                       | Номінант(и)                 | Результат                   | Дж                          |
| ------------------------------ | --------------------------- | ----------------------------------------------- | --------------------------- | --------------------------- | --------------------------- |
| Філадельфійський кінофестиваль | 2016                        | Гран-прі журі                                   | Економіка пари              | Перемога                    | [ 3 ]                       |
| Асоціація кінокритиків Бельгії | 2016                        | Премія Андре Каванса за найкращий фільм року    | Економіка пари              | Перемога                    | [ 4 ]                       |
| Премія «Магрітт»               | 4 лютого 2017               | Найкращий фільм                                 | Економіка пари              | Номінація                   | [ 5 ]                       |
| Премія «Магрітт»               | 4 лютого 2017               | Найкращий режисер                               | Жоакім Лафосс               | Номінація                   | [ 5 ]                       |
| Премія «Магрітт»               | 4 лютого 2017               | Найперспективніша акторка                       | Джад і Марго Сонтьє         | Номінація                   | [ 5 ]                       |
| Премія «Магрітт»               | 4 лютого 2017               | Найкращий оригінальний або адаптований сценарій | Жоакім Лафосс               | Номінація                   | [ 5 ]                       |